# Danh sách cầu thủ tham dự giải vô địch bóng đá U-20 thế giới 2013
Đây là danh sách các đội hình tham dự Giải vô địch bóng đá U-20 thế giới 2013. Mỗi đội có tổng cộng 21 cầu thủ, 3 trong số đó phải là thủ môn.
Các cầu thủ in đậm từng thi đấu ở đội tuyển quốc gia.

## Bảng A

### Pháp
Huấn luyện viên: Pierre Mankowski 

| Số | VT | Cầu thủ                  | Ngày sinh (tuổi)            | Trận | Bàn | Câu lạc bộ          |
| -- | -- | ------------------------ | --------------------------- | ---- | --- | ------------------- |
| 1  | TM | Alphonse Areola          | 27 tháng 2, 1993 (20 tuổi)  |      |     | Paris Saint-Germain |
| 2  | HV | Dimitri Foulquier        | 23 tháng 3, 1993 (20 tuổi)  |      |     | Rennes              |
| 3  | HV | Pierre-Yves Polomat      | 27 tháng 12, 1993 (19 tuổi) |      |     | Saint-Étienne       |
| 4  | HV | Kurt Zouma               | 27 tháng 10, 1994 (18 tuổi) |      |     | Saint-Étienne       |
| 5  | HV | Samuel Umtiti            | 13 tháng 11, 1993 (19 tuổi) |      |     | Lyon                |
| 6  | TV | Paul Pogba               | 15 tháng 3, 1993 (20 tuổi)  |      |     | Juventus            |
| 7  | TĐ | Thibaut Vion             | 11 tháng 12, 1993 (19 tuổi) |      |     | Porto               |
| 8  | TV | Geoffrey Kondogbia       | 15 tháng 2, 1993 (20 tuổi)  |      |     | Sevilla             |
| 9  | TĐ | Yaya Sanogo              | 27 tháng 1, 1993 (20 tuổi)  |      |     | Arsenal             |
| 10 | TV | Axel Ngando              | 13 tháng 7, 1993 (19 tuổi)  |      |     | Rennes              |
| 11 | TĐ | Jean-Christophe Bahebeck | 1 tháng 5, 1993 (20 tuổi)   |      |     | Troyes              |
| 12 | HV | Lucas Digne              | 20 tháng 7, 1993 (19 tuổi)  |      |     | Lille               |
| 13 | TV | Mario Lemina             | 1 tháng 9, 1993 (19 tuổi)   |      |     | Lorient             |
| 14 | HV | Mouhamadou-Naby Sarr     | 13 tháng 8, 1993 (19 tuổi)  |      |     | Lyon                |
| 15 | TĐ | Alexy Bosetti            | 23 tháng 4, 1993 (20 tuổi)  |      |     | Nice                |
| 16 | TM | Maxime Dupé              | 4 tháng 3, 1993 (20 tuổi)   |      |     | Nantes              |
| 17 | TV | Jordan Veretout          | 1 tháng 3, 1993 (20 tuổi)   |      |     | Nantes              |
| 18 | HV | Youssouf Sabaly          | 5 tháng 3, 1993 (20 tuổi)   |      |     | Paris Saint-Germain |
| 19 | HV | Christopher Jullien      | 22 tháng 3, 1993 (20 tuổi)  |      |     | Auxerre             |
| 20 | TĐ | Florian Thauvin          | 26 tháng 1, 1993 (20 tuổi)  |      |     | Bastia              |
| 21 | TM | Paul Charruau            | 12 tháng 7, 1993 (19 tuổi)  |      |     | Valenciennes        |

### Ghana
Huấn luyện viên: Sellas Tetteh 

| Số | VT | Cầu thủ           | Ngày sinh (tuổi)            | Trận | Bàn | Câu lạc bộ            |
| -- | -- | ----------------- | --------------------------- | ---- | --- | --------------------- |
| 1  | TM | Eric Ofori Antwi  | 20 tháng 11, 1994 (18 tuổi) |      |     | Amidaus Professionals |
| 2  | HV | Jeremiah Arkorful | 30 tháng 5, 1994 (19 tuổi)  |      |     | Tema Youth            |
| 3  | TV | Ebenezer Ofori    | 1 tháng 7, 1995 (17 tuổi)   |      |     | New Edubiase United   |
| 4  | HV | Joseph Attamah    | 22 tháng 5, 1994 (19 tuổi)  |      |     | Tema Youth            |
| 5  | HV | Baba Rahman       | 2 tháng 7, 1994 (18 tuổi)   |      |     | Greuther Fürth        |
| 6  | TV | Alfred Duncan     | 10 tháng 3, 1993 (20 tuổi)  |      |     | Livorno               |
| 7  | TĐ | Frank Acheampong  | 16 tháng 10, 1993 (19 tuổi) |      |     | Anderlecht            |
| 8  | TV | Seidu Salifu      | 30 tháng 11, 1993 (19 tuổi) |      |     | Wa All Stars          |
| 9  | TĐ | Francis Narh      | 18 tháng 4, 1994 (19 tuổi)  |      |     | Tema Youth            |
| 10 | TV | Clifford Aboagye  | 11 tháng 2, 1995 (18 tuổi)  |      |     | Inter Allies          |
| 11 | HV | Daniel Pappoe     | 30 tháng 12, 1993 (19 tuổi) |      |     | Chelsea               |
| 12 | TM | Michael Sai       | 24 tháng 7, 1995 (17 tuổi)  |      |     | Berekum Chelsea       |
| 13 | HV | Richmond Nketiah  | 28 tháng 10, 1994 (18 tuổi) |      |     | Medeama               |
| 14 | HV | Lawrence Lartey   | 23 tháng 3, 1994 (19 tuổi)  |      |     | Ashanti Gold          |
| 15 | TĐ | Kennedy Ashia     | 13 tháng 12, 1993 (19 tuổi) |      |     | Liberty Professionals |
| 16 | TM | Richard Ofori     | 1 tháng 11, 1993 (19 tuổi)  |      |     | Wa All Stars          |
| 17 | TĐ | Ebenezer Assifuah | 3 tháng 7, 1993 (19 tuổi)   |      |     | Liberty Professionals |
| 18 | TV | Michael Anaba     | 5 tháng 12, 1993 (19 tuổi)  |      |     | Asante Kotoko         |
| 19 | TV | Moses Odjer       | 17 tháng 8, 1996 (16 tuổi)  |      |     | Tema Youth            |
| 20 | TĐ | Richmond Boakye   | 28 tháng 1, 1993 (20 tuổi)  |      |     | Sassuolo              |
| 21 | HV | Princebell Addico | 5 tháng 6, 1994 (19 tuổi)   |      |     | Bechem United         |

### Hoa Kỳ
Huấn luyện viên: Tab Ramos 

| Số | VT | Cầu thủ             | Ngày sinh (tuổi)            | Trận | Bàn | Câu lạc bộ           |
| -- | -- | ------------------- | --------------------------- | ---- | --- | -------------------- |
| 1  | TM | Cody Cropper        | 16 tháng 2, 1993 (20 tuổi)  |      |     | Southampton          |
| 2  | HV | DeAndre Yedlin      | 9 tháng 7, 1993 (19 tuổi)   |      |     | Seattle Sounders FC  |
| 3  | HV | Juan Pablo Ocegueda | 13 tháng 7, 1993 (19 tuổi)  |      |     | Guadalajara          |
| 4  | HV | Caleb Stanko        | 26 tháng 7, 1993 (19 tuổi)  |      |     | SC Freiburg          |
| 5  | HV | Shane O'Neill       | 2 tháng 9, 1993 (19 tuổi)   |      |     | Colorado Rapids      |
| 6  | TV | Wil Trapp           | 15 tháng 1, 1993 (20 tuổi)  |      |     | Columbus Crew        |
| 7  | TĐ | Victor Pineda       | 15 tháng 3, 1993 (20 tuổi)  |      |     | Chicago Fire         |
| 8  | TV | Benji Joya          | 22 tháng 9, 1993 (19 tuổi)  |      |     | Santos Laguna        |
| 9  | TĐ | Mario Rodríguez     | 12 tháng 5, 1994 (19 tuổi)  |      |     | 1. FC Kaiserslautern |
| 10 | TV | Luis Gil            | 14 tháng 11, 1993 (19 tuổi) |      |     | Real Salt Lake       |
| 11 | TĐ | Jose Villarreal     | 10 tháng 9, 1993 (19 tuổi)  |      |     | LA Galaxy            |
| 12 | TM | Kendall McIntosh    | 24 tháng 1, 1994 (19 tuổi)  |      |     | Santa Clara          |
| 13 | HV | Eric Miller         | 15 tháng 1, 1993 (20 tuổi)  |      |     | Creighton            |
| 14 | HV | Javan Torre         | 20 tháng 10, 1993 (19 tuổi) |      |     | UCLA                 |
| 15 | TV | Mikey Lopez         | 20 tháng 2, 1993 (20 tuổi)  |      |     | Sporting Kansas City |
| 16 | TV | Kellyn Acosta       | 24 tháng 7, 1995 (17 tuổi)  |      |     | FC Dallas            |
| 17 | TĐ | Danny Garcia        | 14 tháng 10, 1993 (19 tuổi) |      |     | FC Dallas            |
| 18 | HV | Oscar Sorto         | 8 tháng 8, 1994 (18 tuổi)   |      |     | LA Galaxy            |
| 19 | TĐ | Alonso Hernández    | 1 tháng 3, 1994 (19 tuổi)   |      |     | Monterrey            |
| 20 | TĐ | Daniel Cuevas       | 29 tháng 7, 1993 (19 tuổi)  |      |     | Santos Laguna        |
| 21 | TM | Zack Steffen        | 2 tháng 4, 1995 (18 tuổi)   |      |     | Maryland             |

### Tây Ban Nha
Huấn luyện viên: Julen Lopetegui 

| Số | VT | Cầu thủ          | Ngày sinh (tuổi)            | Trận | Bàn | Câu lạc bộ       |
| -- | -- | ---------------- | --------------------------- | ---- | --- | ---------------- |
| 1  | TM | Daniel Sotres    | 21 tháng 5, 1993 (20 tuổi)  |      |     | Racing Santander |
| 2  | HV | Javier Manquillo | 5 tháng 5, 1994 (19 tuổi)   |      |     | Atlético Madrid  |
| 3  | TV | José Luis Gayà   | 25 tháng 5, 1995 (18 tuổi)  |      |     | Valencia         |
| 4  | HV | Derik            | 21 tháng 2, 1993 (20 tuổi)  |      |     | Real Madrid      |
| 5  | HV | Israel Puerto    | 15 tháng 6, 1993 (20 tuổi)  |      |     | Sevilla          |
| 6  | TV | José Campaña     | 31 tháng 5, 1993 (20 tuổi)  |      |     | Sevilla          |
| 7  | TĐ | Rubén García     | 14 tháng 7, 1993 (19 tuổi)  |      |     | Levante          |
| 8  | TV | Suso             | 19 tháng 11, 1993 (19 tuổi) |      |     | Liverpool        |
| 9  | TĐ | Paco Alcácer     | 30 tháng 8, 1993 (19 tuổi)  |      |     | Getafe           |
| 10 | TĐ | Jesé             | 26 tháng 2, 1993 (20 tuổi)  |      |     | Real Madrid      |
| 11 | TV | Juan Bernat      | 1 tháng 3, 1993 (20 tuổi)   |      |     | Valencia         |
| 12 | HV | Diego Llorente   | 16 tháng 8, 1993 (19 tuổi)  |      |     | Real Madrid      |
| 13 | TM | Adrián Ortolá    | 20 tháng 8, 1993 (19 tuổi)  |      |     | Villarreal       |
| 14 | TV | Ager Aketxe      | 30 tháng 12, 1993 (19 tuổi) |      |     | Athletic Bilbao  |
| 15 | TV | Saúl Ñíguez      | 21 tháng 11, 1994 (18 tuổi) |      |     | Atlético Madrid  |
| 16 | TV | Óliver Torres    | 10 tháng 11, 1994 (18 tuổi) |      |     | Atlético Madrid  |
| 17 | TĐ | Gerard Deulofeu  | 13 tháng 3, 1994 (19 tuổi)  |      |     | Barcelona        |
| 18 | TV | Denis Suárez     | 6 tháng 1, 1994 (19 tuổi)   |      |     | Manchester City  |
| 19 | TĐ | Jairo            | 11 tháng 7, 1993 (19 tuổi)  |      |     | Racing Santander |
| 20 | HV | Jonny Castro     | 3 tháng 3, 1994 (19 tuổi)   |      |     | Celta Vigo       |
| 21 | TM | Rubén Yáñez1     | 12 tháng 10, 1993 (19 tuổi) |      |     | Real Madrid      |

1. ^ Rubén Yáñez được triệu tập trước khi mùa giải khởi tranh để thay cho Kepa Arrizabalaga, who pulled out through injury.

## Bảng B

### Cuba
Huấn luyện viên: Raúl González Triana 

| Số | VT | Cầu thủ           | Ngày sinh (tuổi)           | Trận | Bàn | Câu lạc bộ    |
| -- | -- | ----------------- | -------------------------- | ---- | --- | ------------- |
| 1  | TM | Sandy Sánchez     | 24 tháng 5, 1994 (19 tuổi) |      |     | Las Tunas     |
| 2  | HV | Andy Vaquero      | 17 tháng 3, 1994 (19 tuổi) |      |     | La Habana     |
| 3  | HV | Emmanuel Labrada  | 19 tháng 1, 1994 (19 tuổi) |      |     | Granma        |
| 4  | TV | Yolexis Collado   | 21 tháng 2, 1994 (19 tuổi) |      |     | La Habana     |
| 5  | HV | Brian Rosales     | 7 tháng 3, 1995 (18 tuổi)  |      |     | Matanzas      |
| 6  | HV | Yosel Piedra      | 27 tháng 3, 1994 (19 tuổi) |      |     | Villa Clara   |
| 7  | TĐ | Randy Valier      | 12 tháng 9, 1993 (19 tuổi) |      |     | Guantánamo    |
| 8  | TV | Jordan Santa Cruz | 7 tháng 10, 1993 (19 tuổi) |      |     | Cienfuegos    |
| 9  | TĐ | Maykel Reyes      | 4 tháng 3, 1993 (20 tuổi)  |      |     | Pinar del Río |
| 10 | TĐ | Héctor Morales    | 19 tháng 1, 1993 (20 tuổi) |      |     | La Habana     |
| 11 | TV | Dairon Pérez      | 7 tháng 1, 1994 (19 tuổi)  |      |     | La Habana     |
| 12 | TM | Delvis Lumpuy     | 21 tháng 2, 1994 (19 tuổi) |      |     | Villa Clara   |
| 13 | HV | Lazaro Mezquia    | 3 tháng 1, 1994 (19 tuổi)  |      |     | Artemisa      |
| 14 | TV | Arichel Hernández | 20 tháng 9, 1993 (19 tuổi) |      |     | Villa Clara   |
| 15 | TV | Adrián Diz        | 4 tháng 3, 1994 (19 tuổi)  |      |     | La Habana     |
| 16 | TV | Daniel Luis       | 11 tháng 5, 1994 (19 tuổi) |      |     | La Habana     |
| 17 | TV | Pedro Anderson    | 9 tháng 11, 1993 (19 tuổi) |      |     | Artemisa      |
| 18 | HV | Abel Martínez     | 3 tháng 6, 1993 (20 tuổi)  |      |     | La Habana     |
| 19 | HV | David Urgelles    | 24 tháng 4, 1995 (18 tuổi) |      |     | Guantánamo    |
| 20 | TĐ | Osmani Capote     | 11 tháng 3, 1995 (18 tuổi) |      |     | Villa Clara   |
| 21 | TM | Elier Pozo        | 20 tháng 1, 1995 (18 tuổi) |      |     | Pinar del Río |

### Hàn Quốc
Huấn luyện viên: Lee Kwang-Jong 

| Số | VT | Cầu thủ         | Ngày sinh (tuổi)            | Trận | Bàn | Câu lạc bộ              |
| -- | -- | --------------- | --------------------------- | ---- | --- | ----------------------- |
| 1  | TM | Lee Chang-keun  | 30 tháng 8, 1993 (19 tuổi)  |      |     | Busan IPark             |
| 2  | HV | Sim Sang-min    | 21 tháng 5, 1993 (20 tuổi)  |      |     | Chung-Ang University    |
| 3  | HV | Kim Yong-hwan   | 25 tháng 5, 1993 (20 tuổi)  |      |     | Soongsil University     |
| 4  | HV | Yeon Jei-min    | 28 tháng 5, 1993 (20 tuổi)  |      |     | Suwon Samsung Bluewings |
| 5  | HV | Woo Joo-sung    | 8 tháng 6, 1993 (20 tuổi)   |      |     | Chung-Ang University    |
| 6  | TV | Kim Sun-woo     | 19 tháng 4, 1993 (20 tuổi)  |      |     | University of Ulsan     |
| 7  | TV | Ryu Seung-woo   | 17 tháng 12, 1993 (19 tuổi) |      |     | Chung-Ang University    |
| 8  | TV | Lee Chang-min   | 20 tháng 1, 1994 (19 tuổi)  |      |     | Chung-Ang University    |
| 9  | TĐ | Kim Hyun        | 3 tháng 5, 1993 (20 tuổi)   |      |     | Seongnam Ilhwa Chunma   |
| 10 | TV | Kwon Chang-hoon | 30 tháng 6, 1994 (18 tuổi)  |      |     | Suwon Samsung Bluewings |
| 11 | TV | Kang Sang-woo   | 7 tháng 10, 1993 (19 tuổi)  |      |     | Kyung Hee University    |
| 12 | HV | Kang Yun-koo    | 8 tháng 2, 1993 (20 tuổi)   |      |     | Vissel Kobe             |
| 13 | HV | Park Yong-joon  | 21 tháng 6, 1993 (20 tuổi)  |      |     | Suwon Samsung Bluewings |
| 14 | HV | Song Ju-hun     | 13 tháng 1, 1994 (19 tuổi)  |      |     | Konkuk University       |
| 15 | TV | Jung Hyun-cheol | 26 tháng 4, 1993 (20 tuổi)  |      |     | Dongguk University      |
| 16 | TĐ | Lee Gwang-hoon  | 26 tháng 11, 1993 (19 tuổi) |      |     | Pohang Steelers         |
| 17 | TV | Na Sung-soo     | 13 tháng 8, 1993 (19 tuổi)  |      |     | Yokohama FC             |
| 18 | TM | Ham Seok-min    | 14 tháng 2, 1994 (19 tuổi)  |      |     | Soongsil University     |
| 19 | TĐ | Cho Suk-jae     | 24 tháng 3, 1993 (20 tuổi)  |      |     | Konkuk University       |
| 20 | TV | Han Sung-gyu    | 27 tháng 1, 1993 (20 tuổi)  |      |     | Kwangwoon University    |
| 21 | TM | Kim Dong-jun    | 19 tháng 12, 1994 (18 tuổi) |      |     | Yonsei University       |

### Nigeria
Huấn luyện viên: John Obuh 

| Số | VT | Cầu thủ             | Ngày sinh (tuổi)            | Trận | Bàn | Câu lạc bộ               |
| -- | -- | ------------------- | --------------------------- | ---- | --- | ------------------------ |
| 1  | TM | Jonah Usman         | 10 tháng 10, 1993 (19 tuổi) |      |     | ABS                      |
| 2  | HV | Wilfred Ndidi       | 16 tháng 12, 1996 (16 tuổi) |      |     | Natalia Football Academy |
| 3  | HV | Kingsley Madu       | 12 tháng 12, 1995 (17 tuổi) |      |     | El-Kanemi Warriors       |
| 4  | HV | Shehu Abdullahi     | 12 tháng 3, 1993 (20 tuổi)  |      |     | Kano Pillars             |
| 5  | HV | Johnbusco Amaefule  | 28 tháng 10, 1994 (18 tuổi) |      |     | Dolphins                 |
| 6  | HV | Ikechukwu Okorie    | 18 tháng 11, 1993 (19 tuổi) |      |     | Enyimba                  |
| 7  | TĐ | Aminu Umar          | 6 tháng 3, 1995 (18 tuổi)   |      |     | Wikki Tourists           |
| 8  | TV | Michael Olaitan     | 1 tháng 1, 1993 (20 tuổi)   |      |     | Olympiacos               |
| 9  | TĐ | Olarenwaju Kayode   | 8 tháng 5, 1993 (20 tuổi)   |      |     | Heartland                |
| 10 | TV | Abdul Jeleel Ajagun | 10 tháng 2, 1993 (20 tuổi)  |      |     | Dolphins                 |
| 11 | TĐ | Alhaji Gero         | 10 tháng 10, 1993 (19 tuổi) |      |     | Enugu Rangers            |
| 12 | TV | Ovbokha Agboyi      | 14 tháng 12, 1994 (18 tuổi) |      |     | Bayelsa United           |
| 13 | TĐ | Samuel Emem Eduok   | 31 tháng 1, 1994 (19 tuổi)  |      |     | Dolphins                 |
| 14 | TV | Christian Pyagbara  | 13 tháng 3, 1996 (17 tuổi)  |      |     | Sharks                   |
| 15 | HV | Moses Orkuma        | 19 tháng 7, 1994 (18 tuổi)  |      |     | Lobi Stars               |
| 16 | TĐ | Uzegbu Loveday      | 23 tháng 11, 1995 (17 tuổi) |      |     | Skillz F.C.              |
| 17 | TV | Chidi Osuchukwu     | 11 tháng 10, 1993 (19 tuổi) |      |     | Dolphins                 |
| 18 | TĐ | Edafe Egbedi        | 5 tháng 8, 1993 (19 tuổi)   |      |     | Aarhus                   |
| 19 | TV | Uche Henry Agbo     | 4 tháng 12, 1995 (17 tuổi)  |      |     | Enyimba                  |
| 20 | TĐ | Moses Simon         | 12 tháng 7, 1995 (17 tuổi)  |      |     | Jong Ajax                |
| 21 | TM | John Felagha        | 27 tháng 7, 1994 (18 tuổi)  |      |     | Eupen                    |

### Bồ Đào Nha
Huấn luyện viên: Edgar Borges 
| Số | VT | Cầu thủ         | Ngày sinh (tuổi)            | Trận | Bàn | Câu lạc bộ           |
| -- | -- | --------------- | --------------------------- | ---- | --- | -------------------- |
| 1  | TM | Bruno Varela    | 4 tháng 11, 1994 (18 tuổi)  |      |     | Benfica              |
| 2  | HV | João Cancelo    | 27 tháng 5, 1994 (19 tuổi)  |      |     | Benfica              |
| 3  | HV | Tiago Ferreira  | 10 tháng 7, 1993 (19 tuổi)  |      |     | Porto                |
| 4  | HV | Tiago Ilori     | 26 tháng 2, 1993 (20 tuổi)  |      |     | Sporting CP          |
| 5  | HV | Michael Pinto   | 4 tháng 6, 1993 (20 tuổi)   |      |     | Sporting CP          |
| 6  | TV | Agostinho Cá    | 24 tháng 7, 1993 (19 tuổi)  |      |     | Barcelona            |
| 7  | TĐ | Ricardo Pereira | 6 tháng 10, 1993 (19 tuổi)  |      |     | Vitória de Guimarães |
| 8  | TV | João Mário      | 19 tháng 1, 1993 (20 tuổi)  |      |     | Sporting CP          |
| 9  | TĐ | Aladje          | 22 tháng 10, 1993 (19 tuổi) |      |     | Aprilia              |
| 10 | TĐ | Ricardo Esgaio  | 16 tháng 5, 1993 (20 tuổi)  |      |     | Sporting CP          |
| 11 | TĐ | Bruma           | 24 tháng 10, 1994 (18 tuổi) |      |     | Sporting CP          |
| 12 | TM | José Sá         | 17 tháng 1, 1993 (20 tuổi)  |      |     | Marítimo             |
| 13 | HV | Tomás Dabó      | 27 tháng 10, 1993 (19 tuổi) |      |     | Braga                |
| 14 | HV | Edgar Ié        | 1 tháng 5, 1994 (19 tuổi)   |      |     | Barcelona            |
| 15 | TV | André Gomes     | 30 tháng 7, 1993 (19 tuổi)  |      |     | Benfica              |
| 16 | TV | Ricardo Alves   | 25 tháng 3, 1993 (20 tuổi)  |      |     | Belenenses           |
| 17 | TV | Tozé            | 14 tháng 1, 1993 (20 tuổi)  |      |     | Porto                |
| 18 | TV | Tiago Silva     | 2 tháng 6, 1993 (20 tuổi)   |      |     | Belenenses           |
| 19 | TĐ | Ivan Cavaleiro  | 18 tháng 10, 1993 (19 tuổi) |      |     | Benfica              |
| 20 | HV | Kiko            | 20 tháng 1, 1993 (20 tuổi)  |      |     | Vitória de Setúbal   |
| 21 | TM | Rafael Veloso   | 3 tháng 11, 1993 (19 tuổi)  |      |     | Belenenses           |

1. ^ Ivan Cavaleiro được triệu tập trước khi mùa giải khởi tranh vì chấn thương của Gonçalo Paciência.

## Bảng C

### Colombia
Huấn luyện viên: Carlos Alberto Restrepo 

| Số | VT | Cầu thủ                 | Ngày sinh (tuổi)           | Trận | Bàn | Câu lạc bộ             |
| -- | -- | ----------------------- | -------------------------- | ---- | --- | ---------------------- |
| 1  | TM | Cristian Bonilla        | 2 tháng 6, 1993 (20 tuổi)  |      |     | Atlético Nacional      |
| 2  | HV | Jherson Vergara         | 26 tháng 5, 1994 (19 tuổi) |      |     | Universitario Popayán  |
| 3  | HV | Deivy Balanta           | 9 tháng 2, 1993 (20 tuổi)  |      |     | Alianza Petrolera      |
| 4  | HV | Andrés Correa           | 29 tháng 1, 1994 (19 tuổi) |      |     | Independiente Medellin |
| 5  | HV | Felipe Aguilar          | 20 tháng 1, 1993 (20 tuổi) |      |     | Alianza Petrolera      |
| 6  | TV | José David Leudo        | 9 tháng 11, 1993 (19 tuổi) |      |     | Estudiantes La Plata   |
| 7  | TĐ | Harrison Mojica         | 17 tháng 2, 1993 (20 tuổi) |      |     | Deportivo Cali         |
| 8  | TV | Pedro León Osorio       | 30 tháng 4, 1994 (19 tuổi) |      |     | Atlético Nacional      |
| 9  | TĐ | Jhon Córdoba            | 11 tháng 5, 1993 (20 tuổi) |      |     | Chiapas                |
| 10 | TV | Juan Fernando Quintero  | 18 tháng 1, 1993 (20 tuổi) |      |     | Pescara                |
| 11 | TV | Cristian Palomeque      | 2 tháng 4, 1994 (19 tuổi)  |      |     | Alianza Petrolera      |
| 12 | TM | Luis Hurtado            | 24 tháng 1, 1994 (19 tuổi) |      |     | Deportivo Cali         |
| 13 | HV | Helibelton Palacios     | 11 tháng 6, 1993 (20 tuổi) |      |     | Deportivo Cali         |
| 14 | TV | Sebastián Pérez Cardona | 29 tháng 3, 1993 (20 tuổi) |      |     | Atlético Nacional      |
| 15 | TV | Jaine Barreiro          | 19 tháng 6, 1994 (19 tuổi) |      |     | Deportes Quindío       |
| 16 | TV | Luis Hernando Mena      | 20 tháng 5, 1994 (19 tuổi) |      |     | Boyacá Chicó           |
| 17 | TĐ | Andrés Rentería         | 6 tháng 3, 1993 (20 tuổi)  |      |     | Santos Laguna          |
| 18 | HV | Yair Ibargüen           | 3 tháng 5, 1993 (20 tuổi)  |      |     | Olimpia                |
| 19 | TĐ | Miguel Borja            | 26 tháng 1, 1993 (20 tuổi) |      |     | Cortuluá               |
| 20 | TĐ | Brayan Perea            | 25 tháng 2, 1993 (20 tuổi) |      |     | Deportivo Cali         |
| 21 | TM | Jair Mosquera           | 5 tháng 2, 1993 (20 tuổi)  |      |     | Barranquilla           |

### Thổ Nhĩ Kỳ
Huấn luyện viên: Feyyaz Uçar 

| Số | VT | Cầu thủ                | Ngày sinh (tuổi)            | Trận | Bàn | Câu lạc bộ            |
| -- | -- | ---------------------- | --------------------------- | ---- | --- | --------------------- |
| 1  | TM | Aykut Özer             | 1 tháng 1, 1993 (20 tuổi)   |      |     | Eintracht Frankfurt   |
| 2  | HV | Sadık Çiftpınar        | 1 tháng 1, 1993 (20 tuổi)   |      |     | Galatasaray           |
| 3  | HV | İlkay Durmuş           | 1 tháng 5, 1994 (19 tuổi)   |      |     | Gençlerbirliği        |
| 4  | HV | Hakan Çinemre          | 13 tháng 2, 1994 (19 tuổi)  |      |     | Fenerbahçe            |
| 5  | HV | Ahmet Yılmaz Çalık     | 26 tháng 2, 1994 (19 tuổi)  |      |     | Gençlerbirliği        |
| 6  | TV | Salih Uçan             | 6 tháng 1, 1994 (19 tuổi)   |      |     | Fenerbahçe            |
| 7  | TV | Taşkın Çalış           | 25 tháng 7, 1993 (19 tuổi)  |      |     | Gaziantepspor         |
| 8  | TV | Okay Yokuşlu           | 9 tháng 3, 1994 (19 tuổi)   |      |     | Kayserispor           |
| 9  | TĐ | Artun Akçakın          | 6 tháng 5, 1993 (20 tuổi)   |      |     | Gençlerbirliği        |
| 10 | TV | Hakan Çalhanoğlu       | 8 tháng 2, 1994 (19 tuổi)   |      |     | Karlsruher SC         |
| 11 | TV | Halil Akbunar          | 9 tháng 11, 1993 (19 tuổi)  |      |     | Göztepe               |
| 12 | TM | Muhammed Alperen Uysal | 1 tháng 1, 1994 (19 tuổi)   |      |     | Galatasaray           |
| 13 | TV | Cenk Şahin             | 22 tháng 9, 1994 (18 tuổi)  |      |     | İstanbul BB           |
| 14 | TĐ | Sinan Bakış            | 22 tháng 4, 1994 (19 tuổi)  |      |     | Bayer Leverkusen      |
| 15 | TV | Cumali Bişi            | 15 tháng 6, 1993 (20 tuổi)  |      |     | Çaykur Rizespor       |
| 16 | TV | Alpaslan Öztürk        | 16 tháng 7, 1993 (19 tuổi)  |      |     | Beerschot             |
| 17 | HV | Ethem Pülgir           | 2 tháng 4, 1993 (20 tuổi)   |      |     | Kartalspor            |
| 18 | TM | Onurcan Piri           | 28 tháng 9, 1994 (18 tuổi)  |      |     | Giresunspor           |
| 19 | TĐ | İbrahim Yılmaz         | 6 tháng 2, 1994 (19 tuổi)   |      |     | Darıca Gençlerbirliği |
| 20 | HV | Fatih Turan            | 5 tháng 4, 1993 (20 tuổi)   |      |     | Fortuna Sittard       |
| 21 | TV | Kerim Frei             | 19 tháng 11, 1993 (19 tuổi) |      |     | Fulham                |

### El Salvador
Huấn luyện viên: Mauricio Alfaro 
| Số | VT | Cầu thủ              | Ngày sinh (tuổi)            | Trận | Bàn | Câu lạc bộ                             |
| -- | -- | -------------------- | --------------------------- | ---- | --- | -------------------------------------- |
| 1  | TM | Rolando Morales      | 1 tháng 3, 1994 (19 tuổi)   |      |     | Turín-FESA                             |
| 2  | HV | Oliver Ayala         | 4 tháng 1, 1994 (19 tuổi)   |      |     | León                                   |
| 3  | TV | Tomás Granitto       | 12 tháng 6, 1993 (20 tuổi)  |      |     | Florida Gulf Coast University          |
| 4  | HV | Giovanni Zavaleta    | 27 tháng 9, 1994 (18 tuổi)  |      |     | Turín-FESA                             |
| 5  | TV | Romilio Hernández    | 6 tháng 6, 1995 (18 tuổi)   |      |     | Baltimore Bays                         |
| 6  | HV | Marvin Baumgartner   | 13 tháng 1, 1993 (20 tuổi)  |      |     | Zürich                                 |
| 7  | TV | Jairo Henríquez      | 31 tháng 8, 1993 (19 tuổi)  |      |     | Turín-FESA                             |
| 8  | TV | José Villavicencio   | 24 tháng 1, 1995 (18 tuổi)  |      |     | Turín-FESA                             |
| 9  | TĐ | José Peña            | 10 tháng 12, 1994 (18 tuổi) |      |     | Turín-FESA                             |
| 10 | TV | Diego Coca           | 26 tháng 8, 1994 (18 tuổi)  |      |     | Turín-FESA                             |
| 11 | TĐ | Maikon Orellana      | 12 tháng 11, 1993 (19 tuổi) |      |     | Brøndby                                |
| 12 | HV | Kevin Barahona       | 1 tháng 10, 1994 (18 tuổi)  |      |     | Turín-FESA                             |
| 13 | HV | Miguel Lemus         | 26 tháng 10, 1993 (19 tuổi) |      |     | Turín-FESA                             |
| 14 | TV | Óscar Rodríguez      | 16 tháng 4, 1995 (18 tuổi)  |      |     | Atlético San José                      |
| 15 | TV | René Gómez           | 8 tháng 1, 1993 (20 tuổi)   |      |     | Turín-FESA                             |
| 16 | TV | Benjamín Díaz        | 8 tháng 5, 1993 (20 tuổi)   |      |     | University of the District of Columbia |
| 17 | HV | Kevin Ayala          | 15 tháng 7, 1994 (18 tuổi)  |      |     | Turín-FESA                             |
| 18 | TM | Adolfo Menéndez, Jr. | 3 tháng 7, 1993 (19 tuổi)   |      |     | FAS                                    |
| 19 | TV | Bernardo Majano      | 9 tháng 12, 1995 (17 tuổi)  |      |     | D.C. United                            |
| 20 | TĐ | Roberto González     | 25 tháng 3, 1993 (20 tuổi)  |      |     | Santa Tecla                            |
| 21 | TM | Carlos Cañas         | 9 tháng 9, 1994 (18 tuổi)   |      |     | Longwood University                    |

### Úc
Huấn luyện viên: Paul Okon 

| Số | VT | Cầu thủ          | Ngày sinh (tuổi)            | Trận | Bàn | Câu lạc bộ               |
| -- | -- | ---------------- | --------------------------- | ---- | --- | ------------------------ |
| 1  | TM | Paul Izzo        | 6 tháng 1, 1995 (18 tuổi)   |      |     | Adelaide United          |
| 2  | TV | Joshua Brillante | 25 tháng 3, 1993 (20 tuổi)  |      |     | Newcastle Jets           |
| 3  | HV | Connor Chapman   | 31 tháng 10, 1994 (18 tuổi) |      |     | Newcastle Jets           |
| 4  | HV | Curtis Good      | 23 tháng 3, 1993 (20 tuổi)  |      |     | Newcastle United         |
| 5  | HV | Scott Galloway   | 10 tháng 4, 1995 (18 tuổi)  |      |     | Melbourne Victory        |
| 6  | TV | Jackson Irvine   | 7 tháng 3, 1993 (20 tuổi)   |      |     | Celtic                   |
| 7  | TV | Ryan Williams    | 28 tháng 10, 1993 (19 tuổi) |      |     | Fulham                   |
| 8  | TV | Hagi Gligor      | 8 tháng 4, 1995 (18 tuổi)   |      |     | Sydney FC                |
| 9  | TĐ | Adam Taggart     | 2 tháng 6, 1993 (20 tuổi)   |      |     | Newcastle Jets           |
| 10 | TĐ | Corey Gameiro    | 7 tháng 2, 1993 (20 tuổi)   |      |     | Wellington Phoenix       |
| 11 | TĐ | Connor Pain      | 11 tháng 11, 1993 (19 tuổi) |      |     | Melbourne Victory        |
| 12 | TM | Jack Duncan      | 2 tháng 11, 1994 (18 tuổi)  |      |     | Newcastle Jets           |
| 13 | HV | Reece Caira      | 1 tháng 7, 1993 (19 tuổi)   |      |     | Western Sydney Wanderers |
| 14 | TĐ | Jamie Maclaren   | 29 tháng 7, 1993 (19 tuổi)  |      |     | Blackburn Rovers         |
| 15 | HV | Jason Geria      | 10 tháng 5, 1993 (20 tuổi)  |      |     | Melbourne Victory        |
| 16 | HV | David Vranković  | 11 tháng 11, 1993 (19 tuổi) |      |     | Melbourne Heart          |
| 17 | HV | Andrew Hoole     | 22 tháng 10, 1993 (19 tuổi) |      |     | Newcastle Jets           |
| 18 | HV | James Donachie   | 6 tháng 8, 1993 (19 tuổi)   |      |     | Brisbane Roar            |
| 19 | TV | Ryan Edwards     | 18 tháng 11, 1993 (19 tuổi) |      |     | Reading                  |
| 20 | TV | Daniel De Silva  | 6 tháng 3, 1997 (16 tuổi)   |      |     | Perth Glory              |
| 21 | TM | Anthony Bouzanis | 1 tháng 11, 1995 (17 tuổi)  |      |     | Sydney FC                |

1. ^ Hagi Gligor được triệu tập trước khi mùa giải khởi tranh vì chấn thương của Terry Antonis.

## Bảng D

### México
Huấn luyện viên: Sergio Almaguer 

| Số | VT | Cầu thủ                 | Ngày sinh (tuổi)            | Trận | Bàn | Câu lạc bộ    |
| -- | -- | ----------------------- | --------------------------- | ---- | --- | ------------- |
| 1  | TM | Richard Sánchez         | 5 tháng 5, 1994 (19 tuổi)   |      |     | FC Dallas     |
| 2  | HV | Francisco Flores        | 17 tháng 1, 1994 (19 tuổi)  |      |     | Cruz Azul     |
| 3  | HV | Hedgardo Marín          | 21 tháng 2, 1993 (20 tuổi)  |      |     | Guadalajara   |
| 4  | HV | Antonio Briseño         | 5 tháng 2, 1994 (19 tuổi)   |      |     | Atlas         |
| 5  | HV | Bernardo Hernández      | 10 tháng 6, 1993 (20 tuổi)  |      |     | Monterrey     |
| 6  | TV | Armando Zamorano        | 3 tháng 10, 1993 (19 tuổi)  |      |     | Morelia       |
| 7  | TV | Jonathan Espericueta    | 9 tháng 8, 1994 (18 tuổi)   |      |     | UANL          |
| 8  | TV | Raúl López Gómez        | 23 tháng 2, 1993 (20 tuổi)  |      |     | Guadalajara   |
| 9  | TĐ | Marco Antonio Bueno     | 31 tháng 3, 1994 (19 tuổi)  |      |     | Pachuca       |
| 10 | TV | Jesús Manuel Corona     | 6 tháng 1, 1993 (20 tuổi)   |      |     | Monterrey     |
| 11 | TV | Arturo Alfonso González | 5 tháng 9, 1994 (18 tuổi)   |      |     | Atlas         |
| 12 | TM | Gibran Lajud            | 25 tháng 12, 1993 (19 tuổi) |      |     | Cruz Azul     |
| 13 | HV | José Abella             | 10 tháng 2, 1994 (19 tuổi)  |      |     | Santos Laguna |
| 14 | HV | Abel Fuentes            | 16 tháng 11, 1993 (19 tuổi) |      |     | Guadalajara   |
| 15 | HV | Josecarlos Van Rankin   | 14 tháng 5, 1993 (20 tuổi)  |      |     | UNAM          |
| 16 | TV | Carlos Treviño          | 19 tháng 4, 1993 (20 tuổi)  |      |     | Atlas         |
| 17 | TĐ | Julio César Morales     | 19 tháng 12, 1993 (19 tuổi) |      |     | Chivas USA    |
| 18 | TV | Uvaldo Luna             | 21 tháng 12, 1993 (19 tuổi) |      |     | UANL          |
| 19 | TĐ | Luis Madrigal           | 10 tháng 2, 1993 (20 tuổi)  |      |     | Monterrey     |
| 20 | TV | Alonso Escoboza         | 22 tháng 1, 1993 (20 tuổi)  |      |     | Necaxa        |
| 21 | TM | Alberto Gurrola         | 9 tháng 4, 1993 (20 tuổi)   |      |     | Atlas         |

### Hy Lạp
Huấn luyện viên: Kostas Tsanas 

| Số | VT | Cầu thủ                         | Ngày sinh (tuổi)            | Trận | Bàn | Câu lạc bộ         |
| -- | -- | ------------------------------- | --------------------------- | ---- | --- | ------------------ |
| 1  | TM | Stefanos Kapino                 | 18 tháng 3, 1994 (19 tuổi)  |      |     | Panathinaikos      |
| 2  | HV | Nikos Marinakis                 | 12 tháng 9, 1993 (19 tuổi)  |      |     | Panathinaikos      |
| 3  | TV | Kostas Stafylidis               | 2 tháng 12, 1993 (19 tuổi)  |      |     | Bayer Leverkusen   |
| 4  | HV | Mavroudis Bougaidis             | 1 tháng 6, 1993 (20 tuổi)   |      |     | AEK Athens         |
| 5  | HV | Konstantinos Triantafyllopoulos | 3 tháng 4, 1993 (20 tuổi)   |      |     | Panathinaikos      |
| 6  | TV | Panagiotis Ballas               | 6 tháng 9, 1993 (19 tuổi)   |      |     | Atromitos          |
| 7  | TV | Dimitris Pelkas                 | 26 tháng 10, 1993 (19 tuổi) |      |     | PAOK*              |
| 8  | TV | Spyros Fourlanos                | 19 tháng 11, 1993 (19 tuổi) |      |     | Club Brugge        |
| 9  | TĐ | Dimitris Diamantakos            | 5 tháng 3, 1993 (20 tuổi)   |      |     | Olympiacos         |
| 10 | TV | Dimitris Kolovos                | 27 tháng 4, 1993 (20 tuổi)  |      |     | Panionios          |
| 11 | TĐ | Giannis Gianniotas              | 29 tháng 4, 1993 (20 tuổi)  |      |     | Fortuna Düsseldorf |
| 12 | TM | Sokratis Dioudis                | 3 tháng 2, 1993 (20 tuổi)   |      |     | Aris               |
| 13 | TM | Nikos Giannakopoulos            | 19 tháng 2, 1993 (20 tuổi)  |      |     | Panionios          |
| 14 | TV | Charalambos Lykogiannis         | 22 tháng 10, 1993 (19 tuổi) |      |     | Olympiacos         |
| 15 | TV | Dimitris Kourbelis              | 2 tháng 11, 1993 (19 tuổi)  |      |     | Asteras Tripoli    |
| 16 | HV | Dimitris Konstantinidis         | 2 tháng 6, 1994 (19 tuổi)   |      |     | PAOK               |
| 17 | TĐ | Anastasios Bakasetas            | 28 tháng 6, 1993 (19 tuổi)  |      |     | Asteras Tripoli    |
| 18 | TV | Andreas Bouchalakis             | 5 tháng 4, 1993 (20 tuổi)   |      |     | Olympiacos         |
| 19 | TĐ | Antonis Ranos                   | 15 tháng 6, 1993 (20 tuổi)  |      |     | Skoda Xanthi       |
| 20 | HV | Alexandros Kouros               | 21 tháng 8, 1993 (19 tuổi)  |      |     | Panionios          |
| 21 | HV | Dimitris Goutas                 | 4 tháng 4, 1994 (19 tuổi)   |      |     | Skoda Xanthi       |

- He replaced Taxiarchis Fountas(AEK Athens)who had been initially stated before the tournament start,due to Fountas' injury.

### Paraguay
Huấn luyện viên: Victor Genes 

| Số | VT | Cầu thủ           | Ngày sinh (tuổi)            | Trận | Bàn | Câu lạc bộ       |
| -- | -- | ----------------- | --------------------------- | ---- | --- | ---------------- |
| 1  | TM | Diego Morel       | 15 tháng 12, 1993 (19 tuổi) |      |     | Libertad         |
| 2  | HV | Miller Mareco     | 31 tháng 1, 1994 (19 tuổi)  |      |     | Rubio Ñu         |
| 3  | HV | Teodoro Paredes   | 1 tháng 4, 1993 (20 tuổi)   |      |     | Cerro Porteño    |
| 4  | HV | Júnior Alonso     | 9 tháng 2, 1993 (20 tuổi)   |      |     | Cerro Porteño    |
| 5  | HV | Gustavo Gómez     | 6 tháng 5, 1993 (20 tuổi)   |      |     | Libertad         |
| 6  | TV | Iván Ramírez      | 8 tháng 12, 1994 (18 tuổi)  |      |     | Libertad         |
| 7  | TĐ | Antonio Sanabria  | 4 tháng 3, 1996 (17 tuổi)   |      |     | Barcelona        |
| 8  | TV | Ángel Cardozo     | 19 tháng 10, 1994 (18 tuổi) |      |     | Rubio Ñu         |
| 9  | TĐ | Cláudio Correa    | 3 tháng 5, 1993 (20 tuổi)   |      |     | Sportivo Luqueño |
| 10 | TĐ | Derlis González   | 20 tháng 3, 1994 (19 tuổi)  |      |     | Guaraní          |
| 11 | TĐ | Cecilio Domínguez | 11 tháng 8, 1994 (18 tuổi)  |      |     | Sol de América   |
| 12 | TM | Alejandro Bogado  | 28 tháng 7, 1994 (18 tuổi)  |      |     | Guaraní          |
| 13 | TĐ | Brian Montenegro  | 10 tháng 6, 1993 (20 tuổi)  |      |     | Rubio Ñu         |
| 14 | HV | Aquilino Giménez  | 21 tháng 4, 1993 (20 tuổi)  |      |     | Olimpia          |
| 15 | TV | Robert Piris      | 26 tháng 7, 1994 (18 tuổi)  |      |     | Rubio Ñu         |
| 16 | TV | Miguel Almirón    | 10 tháng 2, 1994 (19 tuổi)  |      |     | Cerro Porteño    |
| 17 | HV | Jorge Balbuena    | 7 tháng 6, 1993 (20 tuổi)   |      |     | Cerro Porteño    |
| 18 | TV | Jorge Rojas       | 7 tháng 1, 1993 (20 tuổi)   |      |     | Benfica          |
| 19 | HV | Matías Pérez      | 4 tháng 1, 1994 (19 tuổi)   |      |     | Nacional         |
| 20 | TĐ | Juan Villamayor   | 29 tháng 3, 1994 (19 tuổi)  |      |     | Libertad         |
| 21 | TM | Armando Vera      | 4 tháng 2, 1993 (20 tuổi)   |      |     | Libertad         |

### Mali
Huấn luyện viên: Moussa Keita 

| Số | VT | Cầu thủ            | Ngày sinh (tuổi)            | Trận | Bàn | Câu lạc bộ                 |
| -- | -- | ------------------ | --------------------------- | ---- | --- | -------------------------- |
| 1  | TM | Fofana Ahamadou    | 8 tháng 9, 1994 (18 tuổi)   |      |     | Jeanne D'Arc               |
| 2  | TĐ | Hamidou Traoré     | 7 tháng 10, 1996 (16 tuổi)  |      |     | Cercle Olympique de Bamako |
| 3  | TV | Abdoulaye Keita    | 5 tháng 1, 1994 (19 tuổi)   |      |     | Bastia                     |
| 4  | HV | Ousmane Keita      | 9 tháng 5, 1994 (19 tuổi)   |      |     | AS Korofina                |
| 5  | TĐ | Samba Diallo       | 7 tháng 10, 1994 (18 tuổi)  |      |     | Djoliba AC                 |
| 6  | HV | Boubacar Diarra    | 18 tháng 4, 1994 (19 tuổi)  |      |     | TP Mazembe                 |
| 7  | TĐ | Souleymane Sissoko | 10 tháng 4, 1996 (17 tuổi)  |      |     | AS Korofina                |
| 8  | TV | Mamadou Denon      | 27 tháng 6, 1993 (19 tuổi)  |      |     | Jeanne D'Arc               |
| 9  | TĐ | Adama Niane        | 16 tháng 6, 1993 (20 tuổi)  |      |     | Nantes                     |
| 10 | TĐ | Seydou Traoré      | 1 tháng 1, 1993 (20 tuổi)   |      |     | AS Bakaridjan              |
| 11 | TĐ | Tiécoro Keita      | 13 tháng 4, 1994 (19 tuổi)  |      |     | Guingamp                   |
| 12 | HV | Mahamadou Traoré   | 31 tháng 12, 1994 (18 tuổi) |      |     | AS Bakaridjan              |
| 13 | HV | Issaka Samaké      | 20 tháng 10, 1994 (18 tuổi) |      |     | Stade Malien               |
| 14 | TV | Adama Mariko       | 31 tháng 1, 1994 (19 tuổi)  |      |     | AS Korofina                |
| 15 | TV | Bakary Nimaga      | 6 tháng 12, 1994 (18 tuổi)  |      |     | Skënderbeu                 |
| 16 | TM | Sory Traoré        | 24 tháng 1, 1996 (17 tuổi)  |      |     | AS Bamako                  |
| 17 | TĐ | Adama Traoré       | 5 tháng 6, 1995 (18 tuổi)   |      |     | Cercle Olympique de Bamako |
| 18 | TĐ | Malick Berthé      | 14 tháng 9, 1994 (18 tuổi)  |      |     | AS Bamako                  |
| 19 | HV | Youssouf Koné      | 5 tháng 7, 1995 (17 tuổi)   |      |     | AS Bakaridjan              |
| 20 | HV | Ichaka Diarra      | 18 tháng 1, 1995 (18 tuổi)  |      |     | Onze Createurs             |
| 21 | TM | Germain Berthé     | 24 tháng 10, 1993 (19 tuổi) |      |     | Onze Createurs             |

## Bảng E

### Chile
Huấn luyện viên: Mario Salas 

| Số | VT | Cầu thủ             | Ngày sinh (tuổi)            | Trận | Bàn | Câu lạc bộ           |
| -- | -- | ------------------- | --------------------------- | ---- | --- | -------------------- |
| 1  | TM | Darío Melo          | 24 tháng 3, 1994 (19 tuổi)  |      |     | Palestino            |
| 2  | HV | Felipe Campos       | 8 tháng 11, 1993 (19 tuổi)  |      |     | Palestino            |
| 3  | HV | Alejandro Contreras | 3 tháng 3, 1993 (20 tuổi)   |      |     | Palestino            |
| 4  | HV | Valber Huerta       | 26 tháng 8, 1993 (19 tuổi)  |      |     | Universidad de Chile |
| 5  | HV | Igor Lichnovsky     | 7 tháng 3, 1994 (19 tuổi)   |      |     | Universidad de Chile |
| 6  | TV | Sebastián Martínez  | 6 tháng 6, 1993 (20 tuổi)   |      |     | Universidad de Chile |
| 7  | TV | Christian Bravo     | 1 tháng 10, 1993 (19 tuổi)  |      |     | NK Konavljanin       |
| 8  | HV | Andrés Robles       | 7 tháng 5, 1994 (19 tuổi)   |      |     | Santiago Wanderers   |
| 9  | TĐ | Felipe Mora         | 2 tháng 8, 1993 (19 tuổi)   |      |     | Audax Italiano       |
| 10 | TV | Nicolás Maturana    | 8 tháng 7, 1993 (19 tuổi)   |      |     | Universidad de Chile |
| 11 | TĐ | Ángelo Henríquez    | 13 tháng 4, 1994 (19 tuổi)  |      |     | Manchester United    |
| 12 | TM | Brayan Cortés       | 11 tháng 3, 1995 (18 tuổi)  |      |     | Deportes Iquique     |
| 13 | TV | Óscar Hernández     | 3 tháng 7, 1994 (18 tuổi)   |      |     | Unión Española       |
| 14 | TV | Bryan Rabello       | 16 tháng 5, 1994 (19 tuổi)  |      |     | Sevilla              |
| 15 | TV | Cristián Cuevas     | 2 tháng 4, 1995 (18 tuổi)   |      |     | Chelsea              |
| 16 | TV | César Fuentes       | 12 tháng 5, 1993 (20 tuổi)  |      |     | O'Higgins            |
| 17 | TV | Diego Valdés        | 30 tháng 1, 1994 (19 tuổi)  |      |     | Audax Italiano       |
| 18 | TĐ | Nicolás Castillo    | 14 tháng 2, 1993 (20 tuổi)  |      |     | Universidad Católica |
| 19 | HV | Mario Larenas       | 27 tháng 7, 1993 (19 tuổi)  |      |     | Unión Española       |
| 20 | TV | Claudio Baeza       | 23 tháng 12, 1993 (19 tuổi) |      |     | Colo-Colo            |
| 21 | TM | Álvaro Salazar      | 24 tháng 3, 1993 (20 tuổi)  |      |     | Colo-Colo            |

1. ^ Óscar Hernández được triệu tập trước khi mùa giải khởi tranh vì chấn thương của Ignacio Caroca.
2. ^ Diego Valdés được triệu tập trước khi mùa giải khởi tranh vì chấn thương của Diego Rojas.

### Ai Cập
Huấn luyện viên: Rabie Yassin 

| Số | VT | Cầu thủ           | Ngày sinh (tuổi)            | Trận | Bàn | Câu lạc bộ       |
| -- | -- | ----------------- | --------------------------- | ---- | --- | ---------------- |
| 1  | TM | Mossad Awad       | 15 tháng 1, 1993 (20 tuổi)  |      |     | Al Ahly          |
| 2  | HV | Abdalla El Haddad | 1 tháng 2, 1993 (20 tuổi)   |      |     | Wadi Degla       |
| 3  | HV | El Hambaly Hammad | 2 tháng 1, 1993 (20 tuổi)   |      |     | Wadi Degla       |
| 4  | TV | Mahmoud Kahraba   | 13 tháng 4, 1994 (19 tuổi)  |      |     | ENPPI            |
| 5  | HV | Yasser Al Hanafi  | 10 tháng 2, 1993 (20 tuổi)  |      |     | El Mansoura      |
| 6  | HV | Ramy Rabia        | 20 tháng 5, 1993 (20 tuổi)  |      |     | Al Ahly          |
| 7  | TV | Refat Ahmed       | 20 tháng 6, 1993 (20 tuổi)  |      |     | ENPPI            |
| 8  | HV | Metwaly Mahmoud   | 4 tháng 1, 1993 (20 tuổi)   |      |     | Ismaily          |
| 9  | TĐ | Omar Bassam       | 17 tháng 12, 1993 (19 tuổi) |      |     | Al Ahly          |
| 10 | TV | Saleh Gomaa       | 1 tháng 8, 1993 (19 tuổi)   |      |     | ENPPI            |
| 11 | HV | Wahid Mahmoud     | 1 tháng 1, 1994 (19 tuổi)   |      |     | ENPPI            |
| 12 | TV | Mohamed Samir     | 25 tháng 8, 1994 (18 tuổi)  |      |     | El Dakhleya      |
| 13 | TV | Mahmoud Hamad     | 10 tháng 11, 1993 (19 tuổi) |      |     | Ismaily          |
| 14 | TV | Hossam Ghaly      | 1 tháng 1, 1993 (20 tuổi)   |      |     | Al Ahly          |
| 15 | TV | Mohammed El Shami | 30 tháng 9, 1993 (19 tuổi)  |      |     | Al Ahly          |
| 16 | TM | Mahmoud Hamdi     | 1 tháng 11, 1993 (19 tuổi)  |      |     | Zamalek          |
| 17 | HV | Ibrahim Osama     | 1 tháng 4, 1993 (20 tuổi)   |      |     | ENPPI            |
| 18 | TĐ | Ahmed Hassan Koka | 5 tháng 3, 1993 (20 tuổi)   |      |     | Rio Ave          |
| 19 | TV | Sherif Mohamed    | 5 tháng 1, 1993 (20 tuổi)   |      |     | Ismaily          |
| 20 | TV | Trézéguet         | 1 tháng 10, 1994 (18 tuổi)  |      |     | Al Ahly          |
| 21 | TM | Hassan Mahmoud    | 10 tháng 3, 1993 (20 tuổi)  |      |     | Arab Contractors |

### Anh
Huấn luyện viên: Peter Taylor 
| Số | VT | Cầu thủ           | Ngày sinh (tuổi)            | Trận | Bàn | Câu lạc bộ        |
| -- | -- | ----------------- | --------------------------- | ---- | --- | ----------------- |
| 1  | TM | Sam Johnstone     | 25 tháng 3, 1993 (20 tuổi)  | 1    | 0   | Manchester United |
| 2  | TV | Gaël Bigirimana   | 22 tháng 10, 1993 (19 tuổi) | 1    | 0   | Newcastle United  |
| 3  | HV | Dan Potts         | 13 tháng 4, 1994 (19 tuổi)  | 1    | 0   | West Ham United   |
| 4  | HV | Jon Flanagan      | 1 tháng 1, 1993 (20 tuổi)   | 1    | 0   | Liverpool         |
| 5  | HV | Eric Dier         | 15 tháng 1, 1994 (19 tuổi)  | 1    | 0   | Sporting CP       |
| 6  | TV | Conor Coady       | 25 tháng 2, 1993 (20 tuổi)  | 1    | 0   | Liverpool         |
| 7  | TV | James Ward-Prowse | 4 tháng 11, 1994 (18 tuổi)  | 1    | 0   | Southampton       |
| 8  | TV | Larnell Cole      | 9 tháng 3, 1993 (20 tuổi)   | 1    | 0   | Manchester United |
| 9  | TĐ | Harry Kane        | 28 tháng 7, 1993 (19 tuổi)  | 1    | 0   | Tottenham Hotspur |
| 10 | TĐ | Christopher Long  | 25 tháng 2, 1995 (18 tuổi)  | 1    | 0   | Everton           |
| 11 | HV | Adam Reach        | 3 tháng 2, 1993 (20 tuổi)   | 1    | 1   | Middlesbrough     |
| 12 | TM | George Long       | 5 tháng 11, 1993 (19 tuổi)  | 1    | 1   | Sheffield United  |
| 13 | TM | Connor Ripley     | 13 tháng 2, 1993 (20 tuổi)  | 1    | 0   | Middlesbrough     |
| 14 | HV | John Stones       | 28 tháng 5, 1994 (19 tuổi)  | 1    | 0   | Everton           |
| 15 | HV | Jamaal Lascelles  | 11 tháng 11, 1993 (19 tuổi) | 1    | 0   | Nottingham Forest |
| 16 | HV | Tom Thorpe        | 13 tháng 1, 1993 (20 tuổi)  | 1    | 0   | Manchester United |
| 17 | TĐ | Luke Williams     | 11 tháng 6, 1993 (20 tuổi)  | 1    | 1   | Middlesbrough     |
| 18 | TV | John Lundstram    | 18 tháng 2, 1994 (19 tuổi)  | 1    | 0   | Everton           |
| 19 | TĐ | Alex Pritchard    | 3 tháng 5, 1993 (20 tuổi)   | 1    | 0   | Tottenham Hotspur |
| 20 | HV | Luke Garbutt      | 21 tháng 5, 1993 (20 tuổi)  | 1    | 0   | Everton           |
| 21 | TV | Ross Barkley      | 5 tháng 12, 1993 (19 tuổi)  | 1    | 0   | Everton           |

### Iraq
Huấn luyện viên: Hakeem Shaker 

| Số | VT | Cầu thủ                   | Ngày sinh (tuổi)            | Trận | Bàn | Câu lạc bộ        |
| -- | -- | ------------------------- | --------------------------- | ---- | --- | ----------------- |
| 1  | TM | Fahad Talib1              | 21 tháng 10, 1994 (18 tuổi) | 1    | 0   | Al-Quwa Al-Jawiya |
| 2  | HV | Burhan Jumaah             | 1 tháng 7, 1996 (16 tuổi)   | 0    | 0   | Al-Thawra         |
| 3  | HV | Ali Adnan                 | 19 tháng 12, 1993 (19 tuổi) | 8    | 2   | Baghdad           |
| 4  | HV | Saad Natiq                | 19 tháng 3, 1994 (19 tuổi)  | 0    | 0   | Al-Masafi         |
| 5  | HV | Ali Faez                  | 9 tháng 9, 1994 (18 tuổi)   | 7    | 0   | Erbil             |
| 6  | TV | Saif Salman               | 1 tháng 7, 1993 (19 tuổi)   | 8    | 0   | Duhok             |
| 7  | TV | Jawad Kadhim              | 14 tháng 10, 1994 (18 tuổi) | 7    | 2   | Duhok             |
| 8  | TĐ | Mohannad Abdul-Raheem     | 22 tháng 9, 1993 (19 tuổi)  | 9    | 8   | Duhok             |
| 9  | TV | Mahdi Kamel               | 6 tháng 1, 1995 (18 tuổi)   | 9    | 2   | Al-Shorta         |
| 10 | TĐ | Mohammed Jabbar Shokan    | 21 tháng 5, 1993 (20 tuổi)  | 7    | 5   | Al-Quwa Al-Jawiya |
| 11 | TV | Humam Tariq               | 10 tháng 2, 1996 (17 tuổi)  | 6    | 0   | Al-Quwa Al-Jawiya |
| 12 | HV | Mohammed Jabbar Rubat     | 29 tháng 6, 1993 (19 tuổi)  | 9    | 0   | Al-Minaa          |
| 13 | TĐ | Ali Qasim                 | 20 tháng 1, 1994 (19 tuổi)  | 6    | 3   | Al-Zawraa         |
| 14 | HV | Mustafa Nadhim            | 23 tháng 9, 1993 (19 tuổi)  | 9    | 0   | Najaf             |
| 15 | HV | Dhurgham Ismail           | 23 tháng 5, 1994 (19 tuổi)  | 4    | 4   | Al-Shorta         |
| 16 | TV | Ehab Kadhim               | 1 tháng 1, 1994 (19 tuổi)   | 3    | 0   | Al-Talaba         |
| 17 | TV | Ammar Abdul-Hussein       | 13 tháng 2, 1993 (20 tuổi)  | 5    | 0   | Erbil             |
| 18 | TV | Hozan Ismail              | 16 tháng 3, 1993 (20 tuổi)  | 0    | 0   | Sulaymaniya       |
| 19 | TĐ | Farhan Shakor             | 15 tháng 10, 1995 (17 tuổi) | 1    | 0   | Sulaymaniya       |
| 20 | TM | Mohammed Hameed (Captain) | 24 tháng 1, 1993 (20 tuổi)  | 6    | 0   | Al-Shorta         |
| 21 | TM | Ali Yaseen                | 9 tháng 8, 1993 (19 tuổi)   | 0    | 0   | Karbalaa          |

1. ^ Anh thay cho Saqr Ajeel, người đã nằm trong đội hình chính thức nhưng bị chấn thương.

## Bảng F

### New Zealand
Huấn luyện viên: Chris Milicich 

| Số | VT | Cầu thủ          | Ngày sinh (tuổi)            | Trận | Bàn | Câu lạc bộ           |
| -- | -- | ---------------- | --------------------------- | ---- | --- | -------------------- |
| 1  | TM | Scott Basalaj    | 19 tháng 4, 1994 (19 tuổi)  |      |     | Lower Hutt City      |
| 2  | HV | Storm Roux       | 13 tháng 1, 1993 (20 tuổi)  |      |     | Perth Glory          |
| 3  | HV | Bill Tuiloma     | 27 tháng 3, 1995 (18 tuổi)  |      |     | Birkenhead United    |
| 4  | HV | Simon Arms       | 21 tháng 1, 1993 (20 tuổi)  |      |     | Auckland City        |
| 5  | HV | Luke Adams       | 8 tháng 5, 1994 (19 tuổi)   |      |     | Derby County         |
| 6  | TV | Tom Biss         | 20 tháng 1, 1993 (20 tuổi)  |      |     | Western Suburbs FC   |
| 7  | TV | Cameron Howieson | 22 tháng 12, 1994 (18 tuổi) |      |     | Burnley              |
| 8  | TV | Tim Payne        | 10 tháng 1, 1994 (19 tuổi)  |      |     | Blackburn Rovers     |
| 9  | TĐ | Hamish Watson    | 17 tháng 4, 1994 (19 tuổi)  |      |     | Lower Hutt City      |
| 10 | TĐ | Tyler Boyd       | 30 tháng 12, 1994 (18 tuổi) |      |     | Wellington Phoenix   |
| 11 | TĐ | Louis Fenton     | 3 tháng 4, 1993 (20 tuổi)   |      |     | Wellington Phoenix   |
| 12 | HV | Alec Solomons    | 15 tháng 9, 1993 (19 tuổi)  |      |     | Team Wellington      |
| 13 | HV | Liam Higgins     | 27 tháng 9, 1993 (19 tuổi)  |      |     | YoungHeart Manawatu  |
| 14 | TV | Jese Edge        | 26 tháng 2, 1993 (20 tuổi)  |      |     | Ole Football Academy |
| 15 | TV | Justin Gulley    | 15 tháng 1, 1993 (20 tuổi)  |      |     | Miramar Rangers      |
| 16 | TĐ | Van Elia         | 1 tháng 7, 1993 (19 tuổi)   |      |     | Welington Olympic    |
| 17 | TĐ | Ryan Thomas      | 20 tháng 12, 1994 (18 tuổi) | 2    | 0   | PEC Zwolle           |
| 18 | TV | Rhys Jordan      | 19 tháng 10, 1994 (18 tuổi) |      |     | Bristol City         |
| 19 | TĐ | Dale Higham      | 4 tháng 1, 1993 (20 tuổi)   |      |     | Wairarapa United     |
| 20 | TM | Max Crocombe     | 12 tháng 8, 1993 (19 tuổi)  |      |     | Oxford United        |
| 21 | TM | Daniel Clarke    | 12 tháng 2, 1994 (19 tuổi)  |      |     | Team Wellington      |

### Uzbekistan
Huấn luyện viên: Akhmadjan Musaev 

| Số | VT | Cầu thủ                | Ngày sinh (tuổi)            | Trận | Bàn | Câu lạc bộ         |
| -- | -- | ---------------------- | --------------------------- | ---- | --- | ------------------ |
| 1  | TM | Asilbek Amanov         | 1 tháng 9, 1993 (19 tuổi)   |      |     | Pakhtakor          |
| 2  | HV | Tohirjon Shamshitdinov | 9 tháng 2, 1993 (20 tuổi)   |      |     | Guliston           |
| 3  | HV | Sardor Rakhmanov       | 9 tháng 7, 1994 (18 tuổi)   |      |     | Lokomotiv          |
| 4  | HV | Boburbek Yuldashov     | 8 tháng 4, 1993 (20 tuổi)   |      |     | Lokomotiv          |
| 5  | HV | Maksimilian Fomin      | 21 tháng 9, 1993 (19 tuổi)  |      |     | Pakhtakor          |
| 6  | TV | Abbosbek Makhstaliev   | 12 tháng 1, 1994 (19 tuổi)  |      |     | Pakhtakor          |
| 7  | TV | Vladimir Kozak         | 12 tháng 6, 1993 (20 tuổi)  |      |     | Pakhtakor          |
| 8  | TV | Diyorjon Turapov       | 9 tháng 7, 1994 (18 tuổi)   |      |     | Olmaliq            |
| 9  | TV | Jaloliddin Masharipov  | 1 tháng 9, 1993 (19 tuổi)   |      |     | Pakhtakor          |
| 10 | TV | Jamshid Iskanderov     | 16 tháng 10, 1993 (19 tuổi) |      |     | Pakhtakor          |
| 11 | TĐ | Abdul Aziz Yusupov     | 5 tháng 1, 1993 (20 tuổi)   |      |     | Pakhtakor          |
| 12 | TM | Akmal Tursunbaev       | 14 tháng 4, 1993 (20 tuổi)  |      |     | Andijan            |
| 13 | HV | Kamranbey Kapadze      | 29 tháng 1, 1994 (19 tuổi)  |      |     | Bunyodkor          |
| 14 | HV | Nodir Sanakulov        | 1 tháng 12, 1994 (18 tuổi)  |      |     | Nasaf Qarshi       |
| 15 | TĐ | Jasurbek Khakimov      | 24 tháng 5, 1994 (19 tuổi)  |      |     | Pakhtakor          |
| 16 | HV | Azamat Abdullaev       | 23 tháng 2, 1994 (19 tuổi)  |      |     | Qizilqum Zarafshon |
| 17 | TĐ | Igor Sergeev           | 30 tháng 4, 1993 (20 tuổi)  |      |     | Pakhtakor          |
| 18 | TV | Sardor Sabirkhodjaev   | 6 tháng 11, 1994 (18 tuổi)  |      |     | Bunyodkor          |
| 19 | TV | Zabikhillo Urinboev    | 30 tháng 3, 1995 (18 tuổi)  |      |     | Bunyodkor          |
| 20 | TV | Mukhsinjon Ubaydullaev | 15 tháng 7, 1994 (18 tuổi)  |      |     | Pakhtakor          |
| 21 | TM | Bakhodir Mirsoatov     | 21 tháng 10, 1993 (19 tuổi) |      |     | Lokomotiv          |

### Uruguay
Huấn luyện viên: Juan Verzeri 

| Số | VT | Cầu thủ                | Ngày sinh (tuổi)            | Trận | Bàn | Câu lạc bộ        |
| -- | -- | ---------------------- | --------------------------- | ---- | --- | ----------------- |
| 1  | TM | Mathías Cubero         | 15 tháng 1, 1994 (19 tuổi)  |      |     | Cerro             |
| 2  | HV | Emiliano Velázquez     | 30 tháng 4, 1994 (19 tuổi)  |      |     | Danubio           |
| 3  | HV | Gastón Silva           | 5 tháng 3, 1994 (19 tuổi)   |      |     | Defensor Sporting |
| 4  | HV | Guillermo Varela       | 24 tháng 3, 1993 (20 tuổi)  |      |     | Manchester United |
| 5  | TV | Jim Varela             | 16 tháng 10, 1994 (18 tuổi) |      |     | Peñarol           |
| 6  | HV | Maximiliano Amondarain | 22 tháng 1, 1993 (20 tuổi)  |      |     | Progreso          |
| 7  | TV | Leonardo Pais          | 7 tháng 7, 1994 (18 tuổi)   |      |     | Defensor Sporting |
| 8  | TV | Sebastián Cristóforo   | 23 tháng 8, 1993 (19 tuổi)  |      |     | Peñarol           |
| 9  | TĐ | Diego Rolán            | 24 tháng 3, 1993 (20 tuổi)  |      |     | Bordeaux          |
| 10 | TV | Giorgian De Arrascaeta | 1 tháng 6, 1994 (19 tuổi)   |      |     | Defensor Sporting |
| 11 | TĐ | Nico López             | 1 tháng 10, 1993 (19 tuổi)  |      |     | Roma              |
| 12 | TM | Guillermo de Amores    | 19 tháng 10, 1994 (18 tuổi) |      |     | Liverpool         |
| 13 | TV | Diego Laxalt           | 7 tháng 2, 1993 (20 tuổi)   |      |     | Inter Milan       |
| 14 | TĐ | Gonzalo Bueno          | 16 tháng 6, 1993 (20 tuổi)  |      |     | Nacional          |
| 15 | HV | Federico Gino          | 26 tháng 2, 1993 (20 tuổi)  |      |     | Defensor Sporting |
| 16 | HV | Lucas Olaza            | 21 tháng 7, 1994 (18 tuổi)  |      |     | River Plate       |
| 17 | TV | Gianni Rodríguez       | 7 tháng 6, 1994 (19 tuổi)   |      |     | Benfica           |
| 18 | TĐ | Rubén Bentancourt      | 2 tháng 3, 1993 (20 tuổi)   |      |     | PSV               |
| 19 | HV | José Giménez           | 20 tháng 1, 1995 (18 tuổi)  |      |     | Atlético Madrid   |
| 20 | TĐ | Felipe Avenatti        | 26 tháng 4, 1993 (20 tuổi)  |      |     | River Plate       |
| 21 | TM | Washington Aguerre     | 23 tháng 4, 1993 (20 tuổi)  |      |     | Peñarol           |

### Croatia
Huấn luyện viên: Dinko Jeličić 

| Số | VT | Cầu thủ           | Ngày sinh (tuổi)            | Trận | Bàn | Câu lạc bộ      |
| -- | -- | ----------------- | --------------------------- | ---- | --- | --------------- |
| 1  | TM | Oliver Zelenika   | 14 tháng 5, 1993 (20 tuổi)  |      |     | Rudeš           |
| 2  | HV | Toni Gorupec      | 4 tháng 7, 1993 (19 tuổi)   |      |     | Radnik Sesvete  |
| 3  | HV | Ivan Aleksić      | 6 tháng 3, 1993 (20 tuổi)   |      |     | Osijek          |
| 4  | TV | Filip Mrzljak     | 16 tháng 4, 1993 (20 tuổi)  |      |     | Lokomotiva      |
| 5  | HV | Niko Datković     | 21 tháng 4, 1993 (20 tuổi)  |      |     | Rijeka          |
| 6  | HV | Josip Čalušić     | 11 tháng 10, 1993 (19 tuổi) |      |     | Dinamo Zagreb   |
| 7  | TĐ | Marko Livaja      | 26 tháng 8, 1993 (19 tuổi)  |      |     | Atalanta        |
| 8  | TV | Hrvoje Miličević  | 20 tháng 4, 1993 (20 tuổi)  |      |     | Zrinjski Mostar |
| 9  | TĐ | Stipe Perica      | 7 tháng 7, 1995 (17 tuổi)   |      |     | Zadar           |
| 10 | TV | Marko Pjaca       | 6 tháng 5, 1995 (18 tuổi)   |      |     | Lokomotiva      |
| 11 | TĐ | Ante Rebić        | 21 tháng 9, 1993 (19 tuổi)  |      |     | RNK Split       |
| 12 | TM | Simon Sluga       | 17 tháng 3, 1993 (20 tuổi)  |      |     | Verona          |
| 13 | HV | Mato Miloš        | 30 tháng 6, 1993 (19 tuổi)  |      |     | Cibalia         |
| 14 | TV | Dario Čanađija    | 17 tháng 4, 1994 (19 tuổi)  |      |     | Slaven Belupo   |
| 15 | TV | Petar Brlek       | 29 tháng 1, 1994 (19 tuổi)  |      |     | Slaven Belupo   |
| 16 | TV | Miro Kovačić      | 29 tháng 8, 1994 (18 tuổi)  |      |     | Hajduk Split    |
| 17 | TV | Marko Pajač       | 11 tháng 5, 1993 (20 tuổi)  |      |     | Radnik Sesvete  |
| 18 | TV | Danijel Miškić    | 11 tháng 10, 1993 (19 tuổi) |      |     | Dinamo Zagreb   |
| 19 | TĐ | Kruno Ivančić     | 18 tháng 1, 1994 (19 tuổi)  |      |     | Radnik Sesvete  |
| 20 | HV | Jozo Šimunović    | 4 tháng 8, 1994 (18 tuổi)   |      |     | Dinamo Zagreb   |
| 21 | TM | Dominik Livaković | 9 tháng 1, 1995 (18 tuổi)   |      |     | NK Zagreb       |

## Thống kê cầu thủ
Đại diện cầu thủ theo câu lạc bộ
| Số cầu thủ | Câu lạc bộ |
| ---------- | --- |
| 10         | Turín FESA Pakhtakor |
| 7          | La Habana |
| 6          | Sporting CP |
| 5          | Newcastle Jets Deportivo Cali Al Ahly, ENPPI Manchester United Everton Guadalajara Cerro Porteño, Libertad Benfica Defensor                                                                    |
| 4          | Villa Clara Rubio Ñu Atlas, Santos Laguna, Monterrey Universidad de Chile Ismaily Tema Youth Olympiacos Chung-Ang University Peñarol Dolphins Atlético Madrid, Barcelona, Real Madrid, Sevilla |

Đại diện cầu thủ theo giải đấu
| Quốc gia    | Số cầu thủ |
| ----------- | ---------- |
| Tổng cộng   | 504        |
| Anh         | 35         |
| Tây Ban Nha | 24         |
| Pháp        | 22         |
| Bồ Đào Nha  | 21         |
| Argentina   | 1          |
| Cuba        | 21         |
| Ai Cập      | 20         |
| Mexico      | 27         |
| Hàn Quốc    | 20         |
| Uruguay     | 16         |
| Others      | 297        |

Đội hình của Iraq, Uzbekistan và Cuba bao gồm toàn bộ các cầu thủ thi đấu ở các giải quốc nội.